# One Moment in Time
One Moment in Time ist ein Popsong der amerikanischen Sängerin Whitney Houston aus dem Jahr 1988, der von Albert Hammond und John Bettis geschrieben wurde. Er wurde anlässlich der Olympischen Sommerspiele 1988 in Seoul, Südkorea, von Narada Michael Walden produziert.

## Geschichte
One Moment in Time wurde weltweit am 27. August 1988 veröffentlicht. Es wurde ein Nummer-eins-Hit in Ländern wie Deutschland und Großbritannien. Auch in den US-AC-Charts erreichte der Song die Top fünf.
Das Lied ist 4:42 Minuten lang und erschien auf dem Album One Moment in Time: 1988 Summer Olympics Album. Auf der B-Seite der Single befindet sich das Stück Olympic Joy. Das Album wurde in Kooperation mit NBC Sports produziert, es enthält Tracks von den Four Tops, Bee Gees, Eric Carmen, Taylor Dayne und John Williams.
Die Ballade ist als eine Hymne an den Glauben an sich selbst zu verstehen und hat die Aussage, dass man alle Widerstände überwinden kann.
Das Musikvideo besteht aus zusammengeschnittenen Szenen früherer Olympischer Spiele, in einigen Szenen sieht man auch Houston den Song singen. Auch bei den Grammy Awards 1989 bot sie den Song dar.
Das Lied wurde traditionell im Abspann von Schlag den Raab gespielt, unterlegt mit einem Zusammenschnitt der spektakulärsten Bilder der jeweiligen Folge. Am Ende der letzten Sendung am 19. Dezember 2015 sang Raab das Lied zusammen mit der Studioband, den Heavytones, selbst. Auch in der aktuell laufenden Nachfolgesendung Schlag den Star wird diese Musik im Abspann weiterverwendet.

## Coverversionen
- 1988: Angelika Milster (Mein großer Tag)
- 1989: Albert Hammond
- 1989: The Shadows
- 1989: VSOP
- 1989: Munich Symphonic Sound Orchestra
- 1990: Ute Freudenberg (Ein Tag wie heut)
- 1998: Sandra Kim (Un jour une femme)
- 2003: Johannes Kalpers
- 2010: Leapy Lee
- 2012: Mandy Capristo
- 2015: Laura Kamhuber
- 2016: Dana Winner

## Charts und Chartplatzierungen
| ChartsChartplatzierungen       | Höchstplatzierung | Wochen |
| ------------------------------ | ----------------- | ------ |
| Deutschland (GfK)              | 1 (22 Wo.)        | 22     |
| Österreich (Ö3)                | 5 (18 Wo.)        | 18     |
| Schweiz (IFPI)                 | 4 (23 Wo.)        | 23     |
| Vereinigtes Königreich (OCC)   | 1 (16 Wo.)        | 16     |
| Vereinigte Staaten (Billboard) | 1 (28 Wo.)        | 28     |

| ChartsJahrescharts (1988) | Platzierung |
| ------------------------- | ----------- |
| Deutschland (GfK)         | 32          |

## Auszeichnungen für Musikverkäufe
| Land/Region                  | Auszeichnungen für Musikverkäufe (Land/Region, Auszeichnung, Verkäufe) | Verkäufe  |
| ---------------------------- | ---------------------------------------------------------------------- | --------- |
| Deutschland (BVMI)           | Gold                                                                   | 250.000   |
| Frankreich (SNEP)            | Silber                                                                 | 200.000   |
| Schweden (IFPI)              | Gold                                                                   | 25.000    |
| Vereinigte Staaten (RIAA)    | Gold                                                                   | 500.000   |
| Vereinigtes Königreich (BPI) | Gold                                                                   | 400.000   |
| Insgesamt                    | 1× Silber · 4× Gold ·                                                  | 1.375.000 |

Hauptartikel: Whitney Houston/Auszeichnungen für Musikverkäufe